# Aegus delicatus
Aegus delicatus es una especie de coleóptero de la familia Lucanidae.

## Distribución geográfica
Habita en Malaya Asia.